# Дунав
Вижте пояснителната страница за други значения на Дунав.
Истър пренасочва насам.  За града във Франция вижте Истър (Франция).
Дунав е втората по дължина река в Европа след Волга. Тя е единствената голяма река в Европа, която тече в посока от запад на изток и се влива в Черно море. Освен това Дунав е реката, която протича през най-много държави в света – 10 на брой (Германия, Австрия, Словакия, Унгария, Хърватия, Сърбия, България, Румъния, Молдова и Украйна.), водосборният ѝ басейн се простира освен на териториите на гореизброените 10 държави и на териториите на още 9 държави (Швейцария, Италия, Чехия, Полша, Словения, Босна и Херцеговина, Черна гора, Албания и Косово). Дължина 2852 km. Площ на водосборния басейн 817 000 km².

## Етимология
Дунав на български често се членува: Дунавът/Дунава. Името e на немски: Donau; на унгарски: Duna; на хърватски: Dunav; на румънски: Dunărea; на сръбски: Дунав или Dunav; на украински: Дунай. Всички изброени имена произлизат от протоиндоевропейското *dānu. Латинската форма Danubius е и име на речно божество. Различен произход има старогръцкото име Ἴστρος.
Предполага се, че латинското име Danubius произлиза от местния падеж на праиндоевропейската дума *dānu („река“), от която произлизат също иранската Танаис (старо име на река Дон) и санскритската dānu („река“, „поток“). Други европейски реки, чиито имена вероятно имат същия произход, са Донец, Днепър, Днестър, Дау, английската Дон.
Предполага се, че българската, сръбската и хърватската форми са произлезли от дако-мизийската *Dōnavi(s), руската, словашката и украинската – от по-късния, също дако-мизийски вариант *Dōnaï(s). Немското окончание -au идва от често срещаното германско окончание на хидроними *-awa. Съвременната немска форма се използва от средата на 18 век, а преди това реката е наричана Tonach, по-късно и Donaw.

## Извор, течение, устие

### Извор, горно течение
Дунав води началото си от платото Баар в планината Шварцвалд (с надморска височина на изворите 1078 m) в Германия, където две по-малки реки, Бригах и Брег, се сливат на 1,4 km от селището Донауешинген и оттам нататък реката се нарича Дунав. Освен тази теория съществува и теория, че началото на река Дунав е потокът Дунав, който извира в пределите на замъка „Фюрстлих Фюрстенбергишес шлос“ край Донауешинген. Този карстов извор е каптиран през 18 век и водата му е отведена чрез тръбопровод под земята на замъка. През 1895 г. Адолф Хеер изгражда скулптурна композиция над кръглия басейн на потока Дунав, която изобразява майка Баар, която сочи пътя на младия Дунав. Няколкостотин метра след извора на потока той се слива с река Бригах, а тя от своя страна след километър и половина се слива с река Брег и дава началото на река Дунав.
Горното течение на реката е до град Виена. В този си участък протича по територията на Германия и Австрия, а водосборният ѝ басейн освен в горните две страни се простира и на част от територията на Швейцария и Италия. Тук Дунав е типична планинска река, като тече в пределите на планината Шварцвалд, Швабско-Баварското плато и стесненият участък между Алпите и Чешкия масив. Долината му е тясна и дълбока с високи и стръмни склонове. Ширината на коритото се колебае от 20 – 100 m в района на град Улм до 100 – 350 m в района на Виена. Скоростта на течението е 1 – 2,8 m/sec. На отделни места коритото на реката е коригирано със защитни диги. В този участък най-големите притоци, които реката получава са предимно десни (Ин, Изар, Лех, Енс и др.), водещи началото си от Алпите.

### Средно течение
Средното течение на Дунав обхваща участъка от Виена до пролома Железни врата, като в този си участък реката пресича Среднодунавската равнина и протича по териториите на Австрия, Словакия, Унгария, Хърватия, Сърбия и Румъния. Между Виена и унгарския град Дьондьош тече в източна посока, след това до хърватския град Вуковар – в южна посока, а след това до Железни врата – в посока изток-югоизток. В Среднодунавската равнина долината на Дунав е широка от 5 до 20 km, с две ясно изразени заливни тераси, коритото меандрира, разделя се на отделни ръкави, а скоростта на течението е 0,3 – 1,1 m/sec. На отделни места реката преодолява отделни ниски възвишения и напречни ридове, като образува проломи (Унгарски врата, Вишеградски пролом, Железни врата, Казане). В тези участъци долината ѝ се стеснява до 0,6 – 1,5 km, а наместа до 150 m, като дълбочината ѝ значително се увеличава (до 15 – 20 m, в пролома Казане – до 70 m), а скоростта на течението ѝ нараства до 2,2 – 4,7 m/sec. В резултата на изградените хидротехнически съоръжение голяма част от меандрите ѝ са изправени, част от страничните малки ръкави са пресушени и са изградени водозащитни диги. В този си участък Дунав получава своите най-големи притоци (Сава, Тиса, Драва, Велика Морава, Вах и др.), а водосборният ѝ басейн силно се разширява и обхваща части от териториите на Италия, Чехия, Полша, Украйна, Словения, Босна и Херцеговина, Албания и Косово.

### Долно течение, устие
Долното течение на Дунав се простира от пролома Железни врата до устието и в този се участък реката преминава през териториите на Сърбия, България, Румъния, Молдова и Украйна, като в началото тече на югоизток (до Видин), след това на изток (до Силистра), а накрая на север (до Галац) и отново на изток до устието. Тук Дунав е типична равнинна река, като тече през Долнодунавската низина. Долината ѝ се разширява до 7 – 20 km, ширината на заливните ѝ тераси също и се разделя на многочислени ръкави и протоци. Ширината на коритото на места достига 1 – 2 km, средна дълбочина 5 – 7 m, скорост на течението 0,5 – 1 m/sec. В този участък най-големите и притоци са Прут, Сирет, Олт, Яломица, Искър, Арджеш и др.). При вливането си в Черно море Дунав образува голяма делта (площ 3500 km²), като се разделя на 3 основни ръкава (гърла) – Килийски, Сулински и Георгиевски. Най-северният – Килийският ръкав, служи за граница между Румъния и Украйна. Средният ръкав – Сулинският, е най-пълноводният и главен плавателен..
Дунав е включен в списъка на няколкото най-застрашени реки в света, изготвен за Световния ден на водата през 2007 г.

## Водосборен басейн, притоци

### Водосборен басейн
Дунав е и единствената река в света, която протича през територията на 10 държави (Германия, Австрия, Словакия, Унгария, Хърватия, Сърбия, България, Румъния, Молдова и Украйна.), а водосборният ѝ басейн се простира освен на териториите на горните 10 държави и на териториите на още 10 държави: Швейцария, Италия, Чехия, Полша, Словения, Босна и Херцеговина, Черна гора, Албания, Косово и Северна Македония (виж долната таблица). Река Нил е втора по този показател, като преминава през 9 държави и по границите на още две.
Площ на водосборния басейн 817 000 km², което представлява 8,02% от територията на Европа.
- На югоизток водосборният басейн на Дунав граничи с водосборния басейн на река Камчия и с водосборните басейни на други по-малки реки, вливащи се директно в Черно море.
- На юг водосборният басейн на Дунав граничи с водосборните басейни на реките Марица, Места, Струма и Вардар, вливащи се в Егейско море.
- На югозапад водосборният басейн на Дунав граничи с водосборните басейни на реките Дрин, Неретва, Пиaве, Адидже, По и др., вливащи се в Адриатическо море.
- На запад и северозапад водосборният басейн на Дунав граничи с водосборните басейни на реките Рейн и Елба, вливащи се в Северно море.
- На север водосборният басейн на Дунав граничи с водосборните басейни на реките Одер и Висла, вливащи се в Балтийско море.
- На североизток водосборният басейн на Дунав граничи с водосборния басейн на река Днестър и с водосборните басейни на други по-малки реки, вливащи се директно в Черно море.

| Страна                 | Площ (km²) | Процент от територията на басейна | Процент от територията на страната |
| ---------------------- | ---------- | --------------------------------- | ---------------------------------- |
| 1. Австрия             | 80 423     | 9,84                              | 99,44                              |
| 2. Албания             | 126        | 0,02                              | 0,44                               |
| 3. Босна и Херцеговина | 36 636     | 4,48                              | 71,56                              |
| 4. България            | 47 413     | 5,80                              | 42,72                              |
| 5. Германия            | 56 184     | 6,88                              | 15,72                              |
| 6. Италия              | 565        | 0,07                              | 0,19                               |
| 7. Молдова             | 12 834     | 1,57                              | 33,92                              |
| 8. Полша               | 430        | 0,05                              | 0,14                               |
| 9.Румъния              | 232 193    | 28,42                             | 97,40                              |
| 10. Северна Македония  | 109        | 0,01                              | 0,42                               |
| 11. Словакия           | 47 084     | 5,76                              | 96,02                              |
| 12. Словения           | 16 422     | 2,01                              | 81,00                              |
| 13. Сърбия + Косово    | 81 705     | 10,00                             | 92,46                              |
| 14. Украйна            | 30 520     | 3,74                              | 5,06                               |
| 15. Унгария            | 93 030     | 11,39                             | 100,00                             |
| 16. Хърватия           | 34 965     | 4,28                              | 62,89                              |
| 17. Черна гора         | 6 930      | 0,85                              | 50,17                              |
| 18. Чехия              | 22 870     | 2,80                              | 29,00                              |
| 19. Швейцария          | 1 809      | 0,22                              | 4,38                               |
| Общо                   | 802 248    | 100,00                            | -                                  |

### Притоци
Река Дунав получава около 300 притока с дължина над 50 km, в т.ч. 7 притока с дължина над 500 km, 18 притока с дължина от 200 до 500 km и 15 притока с дължина между 100 и 200 km. Най-дългите притоци на Дунав са Прут (989 km), Тиса (966 km), Сава (945 km).
Списък на 39-те реки директни притоци на Дунав с дължина над 100 km. В списъка са отразени километърът, на който се вливат в Дунав (от устието към извора), посоката от която се вливат (← десен приток, → ляв приток), дължина (в km), площ на водосборния басейн (в km²) и страната през която протичат.
- 2588 ← Илер 147 / 2152 Германия
- → Вьорниц 132 / 1569 Германия
- 2496 ← Лех 256 / 3919 Австрия, Германия
- 2449 ← Пар 134 / 1632 Германия
- 2412 → Алтмюл 227 / 3258 Германия
- 2385 → Наб 165 / 5514 Германия
- 2379 → Реген 169 / 2953 Германия
- 2282 ← Изар 292 / 8965 Австрия, Германия
- 2225 ← Ин 517 / 26 130 Швейцария, Австрия, Германия
- 2125 ← Траун 153 / 4277 Австрия
- 2112 ← Енс 254 / 6084 Австрия
- 2055 ← Ибс 130 / 1300 Австрия
- 1880 → Морава 358 / 26 734 Чехия, Словакия, Австрия
- 1830 ← Лайта 180 / 2138 Австрия, Унгария
- ← Рабниц (Репце) 120 / 4506 Австрия, Унгария
- 1794 ← Раба 250 / 10 400 Австрия, Унгария
- 1766 → Вах 403 / 19 696 Словакия
- 1716 → Хрон 298 / 5453 Словакия
- 1708 → Ипел 233 / 5151 Словакия, Унгария
- ← Шио 121 / 14 953 Унгария
- 1383 ← Драва 749 / 40 120 Италия, Австрия, Словения, Хърватия, Унгария
- 1215 → Тиса 966 / 157 186 Украйна, Румъния, Унгария, Сърбия
- 1170 ← Сава 945 / 95 419 Словения, Хърватия, Босна и Херцеговина, Сърбия
- 1150 → Тимиш 340 / 13 085 Румъния, Сърбия
- 1105 ← Велика Морава 185 / 37 444 Сърбия
- → Нера 124 / 1240 Румъния
- ← Пек 129 / 1230 Сърбия
- 846 ← Тимок 202 / 4630 Сърбия, България
- 692 → Жиу 331 / 10 070 Румъния
- 685 ← Огоста 141 / 3157 България
- 637 ← Искър 368 / 8646 България
- 609 ← Вит 189 / 3225 България
- 601 → Олт 615 / 24 010 Румъния
- 599 ← Осъм 314 / 2824 България
- 536 ← Янтра 286 / 7862 България
- 530 → Ведеа 224 / 5430 Румъния
- 432 → Арджеш 350 / 12 550 Румъния
- 231 → Яломица 414 / 8900 Румъния
- 155 → Сирет 726 / 43 960 Украйна, Румъния
- 134 → Прут 989 / 27 500 Украйна, Молдова, Румъния

## Хидрография
Дунав е единствената голяма европейска река, която тече от запад на изток. Извираща от Шварцвалд в южната част на Германия, тя достига след 2852 km до Черно море, в което се влива чрез Делтата на Дунав (4300 km²), разположена в днешни Румъния и Украйна. За разлика от повечето други реки, при Дунав е прието километрите да се отчитат от устието към извора, като за начална точка е приет фарът на Сулина при вливането в Черно море. По тази причина приетата дължина на реката не включва главния ръкав на делтата, както и река Брег, първоизточника на Дунав. Водосборният басейн на Дунав има площ от 802 266 km².
Извиращи главно от Алпите, основните притоци на река Дунав са десни. От притоците има две реки с едно и също име с еднакъв езиков произход – Морава. Основните притоци, подредени по място на вливането от извора към устието (с отток) са:
- Илер (70 m³/s)
- Лех (200 m³/s)
- Наб (49 m³/s)
- Алтмюл (22 m³/s)
- Изар (174 m³/s)
- Ин (735 m³/s)
- Траун (150 m³/s)
- Енс (195 m³/s)
- Морава (110 m³/s)
- Раб (63 m³/s)
- Вах (161 m³/s)
- Хрон (55 m³/s)
- Ипел (22 m³/s)
- Шио (39 m³/s)
- Драва (577 m³/s)
- Тиса (794 m³/s)
- Сава (1564 m³/s)
- Тимиш (47 m³/s)
- Велика Морава (232 m³/s)
- Тимок (31 m³/s)
- Жиу (86 m³/s)
- Искър (54 m³/s)
- Огоста (25 m³/s)
- Олт (174 m³/s)
- Янтра (47 m³/s)
- Арджеш (71 m³/s)
- Яломица (45 m³/s)
- Сирет (240 m³/s)
- Прут (110 m³/s)

Притоците на Дунав, вливащи се от територията на България, са относително малки. Повечето от тях водят началото си от Предбалкана и Стара планина. Изключение прави най-големият приток Искър, който извира от Рила и пресича Стара планина през Искърския пролом.

По-големите острови по реката са:
- Балта
- Белене
- Чепел
- Донауинзел
- Голяма Браила
- Голям военен остров
- Вуковар
- Шаренградска ада (Шаренград)
- Козлодуй
- Маргит
- Чиоканещи
- Морски остров (Румъния)
- Острово
- Рибарски остров (Нови Сад)
- Вардим
- Житни остров

## Хидрология
Общият отток на река Дунав, измерен при Тулча, е 6500 m³/s, което съответства на специфичен отток от 8,1 L·s-1·km-2 – резултат от валежите в целия водосборен басейн, вариращи от 2000 – 3000 mm в алпийските области до 600 mm в Моравия при средна стойност около 800 mm. Отделните притоци на Дунав имат различен хидроложки режим – дъждовен океански в западна Бавария, планински снежно-дъждовен в Австрия, равнинен дъждовно-снежен в Унгария, равнинен снежен в Румъния.
Сложният дъждовно-снежен режим на Дунав отразява тези разнородни влияния. До Улм реката следва океанското влияние с максимално пълноводие през зимата. След това алпийските притоци, като Лех, Изар, Ин, Енс, превръщат самия Дунав в 80% алпийска река – чувствителна към зимното задържане на водите и пълноводна при топенето на снеговете. Така при Линц минималният отток е през декември, а максималният – през май или юни при средна стойност 1710 m³/s. Влиянието на топящите се снегове остава чувствително до Виена (среден отток 2237 m³/s), като максимумът през юни е допълнително подсилен от летните валежи, характерни за Централна Европа. Тези дъждове могат да предизвикат катастрофални наводнения, при които Дунав надхвърля петкратно своя обичаен отток, достигайки 8000 m³/s през юни 1965 и 1970 година и 9000 m³/s през юли 1899 година.
При Будапеща топенето на снеговете в равнината задържа максималното пълноводие през май-юни. Вливането на водите на Тиса и Сава измества най-високите води по-рано, през април-май, а най-ниските – през юни-септември, например в Гюргево, където оттокът достига 5900 m³/s. Под Железни врата Дунав става чувствителен към климатичен режим, доближаващ се до този на степите, който води до много ниски летни оттоци.
Суровите зими на континенталния климат водят до частично замръзване на Дунав почти през почти всяка година, като през една или две години отделни участъци от течението, главно в проломите, замръзват напълно. Ледоходът в периода на размразяване може да заприщи на места реката, което предизвиква наводнения, като тежкото наводнение от март 1956 година. Тези наводнения предизвикват най-големи щети в Унгария, където крайречните низини често за заливани от водите на реката, поради което са изградени множество защитни диги и корекции на течението.

## Геология
От геоложка гледна точка Дунав е много по-древен от река Рейн, чийто водосборен басейн граничи с дунавския в югозападната част на Германия. До последния ледников период началото на Рейн е в югозападния край на Шварцвалд. Така алпийските води, които днес се оттичат на север чрез Рейн, до Риското заледяване се оттичат на изток чрез Дунав. Пресъхналите днес проломи в Швабска Юра показват някогашното течение на реката, която през тази епоха е значително по-пълноводна от съвременната. През Риското заледяване ерозията, предизвикана от ледниците, оформя горната част от долината на Рейн и пренасочва основната част от алпийските води на север.
И в наши дни част от водите на Дунав изчезват в карстовия терен на Швабска Юра и се вливат в разположената по-ниско река Рейн. Тъй като тези води продължават да ерозират варовиковите скали, вероятно в бъдещето горното течение на Дунав ще изчезне напълно за сметка на Рейн.
Близо до Имендинген Дунав пресъхва почти напълно, тъй като водите на реката попиват в почвата, преминават през подземни пещерни реки и се вливат на 14 km оттам в Ахтопф, подхранвайки езерото Констанц, а оттам – отново Рейн. Тази местност се нарича „изчезването на Дунав“ (Donauversickerung). При много ниски води тук Дунав пресъхва изцяло и реката се подхранва само от потоците Крехенбах и Елта. За да се предотврати това, е изграден изкуствен тунел, пренасящ водите на реката през тази зона.

## История
Най-ранните достоверни сведения за Дунав се съдържат в съчиненията на древногръцкия историк Херодот (5 век пр.н.е.), който пише във втората книга на „История“, че река Истър (древногръцкото название на Дунав) започва в земята на келтите край град Пирен и пресича Европа по средата. Според него, река Истър се влива в Евксинския Понт (Черно море) там, където милетските заселници са основали град Истрия. През 105 г. император Траян построява първия каменен мост през Дунав.
Река Дунав винаги е била важна връзка между Западна Европа и Черно море. През III век тя е северна граница на Римската империя (и на латински е наричана Danubius), а крепостите, построени на бреговете ѝ, служат за защита срещу нападенията на готите, хуните и славяните. По-късно Дунав е била воден път за достъп до Константинопол. Кръстоносците са използвали реката като транспортна артерия при походите си до Светите места. През Средновековието тя улеснява нахлуването на турците в Централна Европа.
Река Дунав започва да се използва като търговска връзка през XVIII век. Мария Тереза, императрицата на Австрия от Хабсбургската династия, сформира звено, което да регулира плаването по реката. През XIX век Дунав се превръща във важна търговска връзка между Западна Европа и страните от Балканския полуостров.
През 1830 г. англичанинът Андрю предприема превоз на пътници от Австрия до Сърбия с параход. През лятото на 1834 г. е открита параходна линия и е установена редовна връзка между Унгария, Сърбия, Влахия и България. През 1835 г. на всеки три дни отплава по един параход от Пресбург (Братислава) до Пеща, а оттам друг тръгва на всеки 12 дни за Молдова. С подписването на Парижкия (1856) и на Версайския (1919) мирен договор се обявява свободно плаване по цялата река и се създава Дунавска комисия, която да контролира и координира плаването по реката като международен воден път. След Втората световна война е подписана нова Дунавска конвенция, според която в тази Дунавска комисия участват само крайдунавските държави.
След изграждането на канала Рейн - Майн - Дунав в Германия през 1991 г. реката става част от трансевропейски воден път, свързващ най-голямото световно пристанище Ротердам на Северно море със Сулина на Черно море, с обща дължина от 3500 km. Количеството стоки, транспортирани по Дунав, се увеличава до около 100 млн. тона през 1987 г. Плаването по долния участък на реката се преустановява през 1999 г. поради бомбардирането на три моста в Сърбия от НАТО, като разчистването на отломките завършва през 2002 година.

## Политическа география
От началото до края си Дунав протича през териториите или по границата на десет държави – Германия, Австрия, Словакия, Унгария, Хърватия, Сърбия, България, Румъния, Молдова и Украйна.
Басейнът на Дунав напълно или частично обхваща териториите на 18 държави от Централна и Южна Европа (освен горните 10, това са Италия, Словения, Босна и Херцеговина, Албания, Косово, Полша, Швейцария и Чехия).
За всички придунавски страни, реката на отделни участъци е естествена държавна граница със съседни страни. В границите на отделните страни дължината на участъка от Дунав варира от 1075 км (Румъния) до 0,2 км (Молдова).
На бреговете на Дунав са разположени десетки големи градове, в това число столиците на 4 страни: на Австрия – Виена (1597 хил. жители), на Сърбия – Белград (1670 хил.), на Унгария – Будапеща (1702 хил.), на Словакия – Братислава (425 хил. жители). На притока Изар е разположен главният град на Бавария – Мюнхен (1365 хил. души). Ето и някои от по-големите градове по реката:
- Германия – Донауешинген, Улм, Гюнцбург, Донаувьорт, Инголщат, Регенсбург, Пасау
- Австрия – Линц, Кремс, Виена
- Словакия – Братислава, Комарно
- Унгария – Гьор, Комаром, Естергом, Вац, Будапеща, Дунауйварош, Пакш, Мохач
- Хърватия – Вуковар, Илок
- Сърбия – Бачка паланка, Нови Сад, Сремски Карловци, Земун, Белград, Смедерево
- България – Видин, Лом, Козлодуй, Оряхово, Никопол, Белене, Свищов, Русе, Тутракан, Силистра
- Молдова – Джурджулещ
- Украйна – Рени, Измаил
- Румъния – Оршова, Дробета-Турну Северин, Калафат, Бекет, Турну Мъгуреле, Гюргево, Калъраш, Черна Вода, Браила, Галац, Тулча, Сулина

## Транспорт
С поддържането и подобряването на условията за корабоплаване по Дунав, от извора си в Германия до търговските пристанища в Румъния и Украйна, се занимава Дунавската комисия. Тя е създадена през 1948 г. от седем държави, граничещи с реката, на мястото на предишни комисии, в които също са включени представители на крайречните страни. Предшестващите я комисии са сред първите опити за интернационализиране на полицейските правомощия на суверенни държави в името на обща кауза.
Комисията датира от конференцията в Париж от 1856 г., когато за първи път се установява международен режим за опазване на свободното корабоплаване по река Дунав, и по-късно от 1921 г., когато е възобновена след Първата световна война.
Река Дунав е важен международен воден път. Той е част от паневропейски транспортен коридор 7. Той минава през 10 страни, като водосборният му басейн обхваща и 7 други страни.
Дунав става плавателна река, след като приема множество алпийски притоци. Около 30 от нейните 300 притока също са плавателни. По-важните са: Ин, Морава, Драва, Тиса, Сава и Прут. Дълбочината на Дунав на места е повече от 30 m. През месеците май и юни реката има най-голямо пълноводие. През зимата над реката се образуват гъсти и непрогледни мъгли, а поради ниските температури повърхностните ѝ слоеве се заледяват.
След построяването в Германия на канала Майн-Дунав през 1992 г., реката става част от трансевропейския воден път от Ротердам на Северно море до Сулина на Черно море (3500 км) (през Рейн, чиито приток е Майн). Обемът на транспортните превози по Дунав достига 100 милиона тона (1987 г.).
В долното течение на Дунав е румънският канал Дунав – Черно море, а в делтата на реката – украинският канал.
Корабоплаването по Дунав продължава през по-голямата част от годината и се прекъсва поради зимните условия само за 1 – 2 месеца. През по-топлите зими е възможно да не прекъсне през цялата година.
През 1999 г. корабоплаването по реката е затруднено поради разрушаването на три моста в резултат на бомбардировките на Белград от авиацията на НАТО. Разчистването на руслото е завършено до 2002 г.
На реката има 19 шлюза, разликата между нивата е от 5 до 34 m.

## Флора и фауна
Дунав е дом на много растителни и животински видове. Речното корито е най-голямата заблатена територия в Европа. Тук е най-голямото количество тръстика в целия свят. В делтата на Дунав 1700 km2 са обрасли с тръстика. Има и няколко вида водна лилия. Опесъчените места са покрити с трева „Стипа“. По поречието на реката се намират гори, където могат да се срещнат множество растения и животни. В гората Литя има дюни с дължина 250 m и ширина 10 m. Там някои дървета достигат 10 m височина.
Срещат се и много животински видове. Значителен процент от световната популация от птици живее в териториите покрай реката. В делтата на Дунав плуват над 45 вида сладководна риба, от които Acipensednidae е застрашен вид. Известно е, че голям брой от популацията на европейския пор живее на островите по реката. Горите по поречието са дом също на някои редки видове влечуги. Единствено в резервата Сребърна гнезди световно застрашеният вид птица – къдроглав пеликан.

### Важни национални паркове и резервати
- Природен парк „Горен Дунав“, Германия
- „Донау Ауен между Нойбург и Инголщат“, Германия (карта)
- Защитена природна зона „Донаулайтен“, Германия
- Национален парк „Донау Ауен“, Австрия (карта)
- Защитена природна зона „Дунавски заливни земи“, Словакия (карта)
- Национален парк „Дунав-Ипой“, Унгария (карта)
- „Геменц“, Унгария (карта)
- Природен парк „Копацки рит“, Хърватия (карта)
- Природен резерват „Горно Подунавие“, Сърбия (карта)
- Национален парк „Фрушка гора“, Сърбия
- Природен резерват „Ковилско-петроварадински рит“, Сърбия
- Природен резерват „Голям военен остров“, Сърбия
- Национален парк „Джердап“, Сърбия
- Природен парк „Железни врата“, Румъния
- Природен парк „Персина“, България (карта)
- Защитена местност „Калимок-Бръшлен“, България (карта)
- Резерват „Сребърна“, България (карта)
- Мачински природен парк, Румъния
- Природен парк „Малко браилско езеро“, Румъния
- Биосферен резерват „Дунавска делта“, Румъния (карта)

## Дунав в културата
- В древногръцката митология Дунав, под името Истър, е сред 25-те големи реки, синове на Океан и Тетида.[12] В мита за аргонавтите на връщане от Колхида те се изкачват по течението на Истър и излизат по несъществуващ в действителност ръкав на реката в Адриатическо море.[13]
- На река Дунав е посветен известният валс на австрийския композитор Йохан Щраус „На хубавия син Дунав“ (An der schönen, blauen Donau).
- „Дунавски вълни“ (на румънски: Valurile Dunării) е валс от румънския композитор от сръбски произход Йосиф Иванович (1845 – 1902). Йозеф Завинул пише симфонията „Истории на Дунав“, изпълнена за първи път през 1993 г. на фестивала „Антон Брукнер“ в Линц.
- Реката има място и в българската памет, включително чрез марша „Тих бял Дунав“ за Ботевата чета. На нея са наречени улиците „Дунав“ (Карта) и „Бели Дунав“ (Карта) в София.
- В литовските народни песни Дунав (Dunojus, Dunojėlis) се споменава по-често, отколкото най-дългата литовска река Неман.
- Немската традиция на пейзажна живопис, Дунавската живописна школа се развива по поречието на Дунав през 16 век.
- Сред шедьоврите на италианския писател Клаудио Магрис е „Дунав. Сантиментално пътуване от изворите до Черно море.“.
- Романът на Жул Верн Le Pilote du Danube (1908 г.) описва приключенията на рибаря Серж Ладко, който пътува по реката.
- Реката е тема на филма „Истър“ (2004)[14]).
- Във вселената на Стар Трек има клас малки космически кораби, наречен „Дунав“, използван от Звездния флот на Федерацията, най-вече в епизодите на „Стар Трек: Космическа станция 9“.
- Реката често се споменава в сагата „Децата на Земята“ на Джийн Оел, особено в книгата The Plains of Passage, когато главните герои Айла и Йондалар пътуват на запад по реката, която те наричат Великата майка-река поради големите ѝ размери.
- Унгарските сладкиши дунавски камъчета са наречени на реката.
- Унгарският фолклорен ансамбъл Duna Művészegyüttes също носи името на реката. Групата се състои от 30 танцьори и музиканти.
- На река Дунав е кръстен уругвайският футболен клуб „Данубио“. Основан е на 1 март 1932 г. от българските имигранти Михаил и Иван Лазарови.